# Kitenge (vêtement)
Pour les articles homonymes, voir Kitenge.

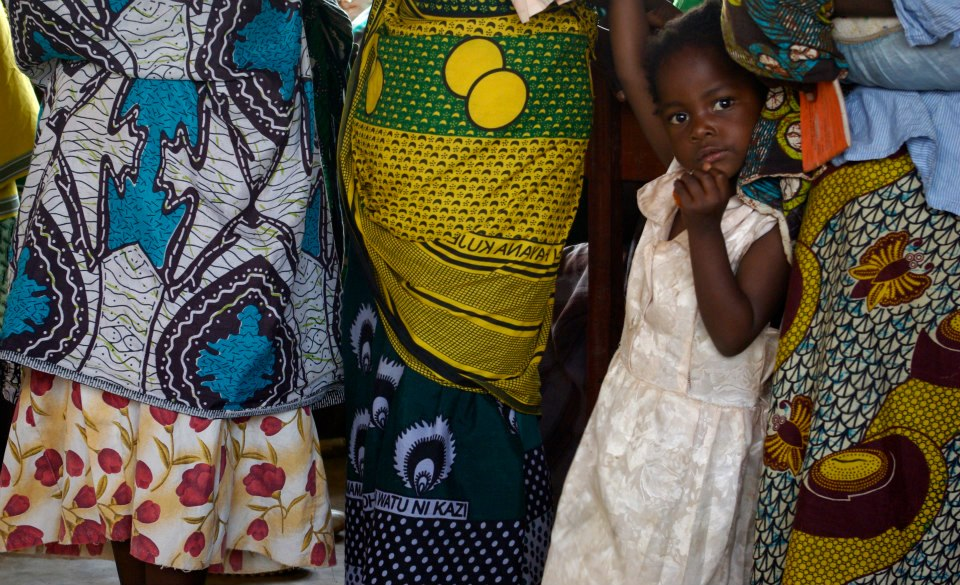
Kitenge au Malawi.

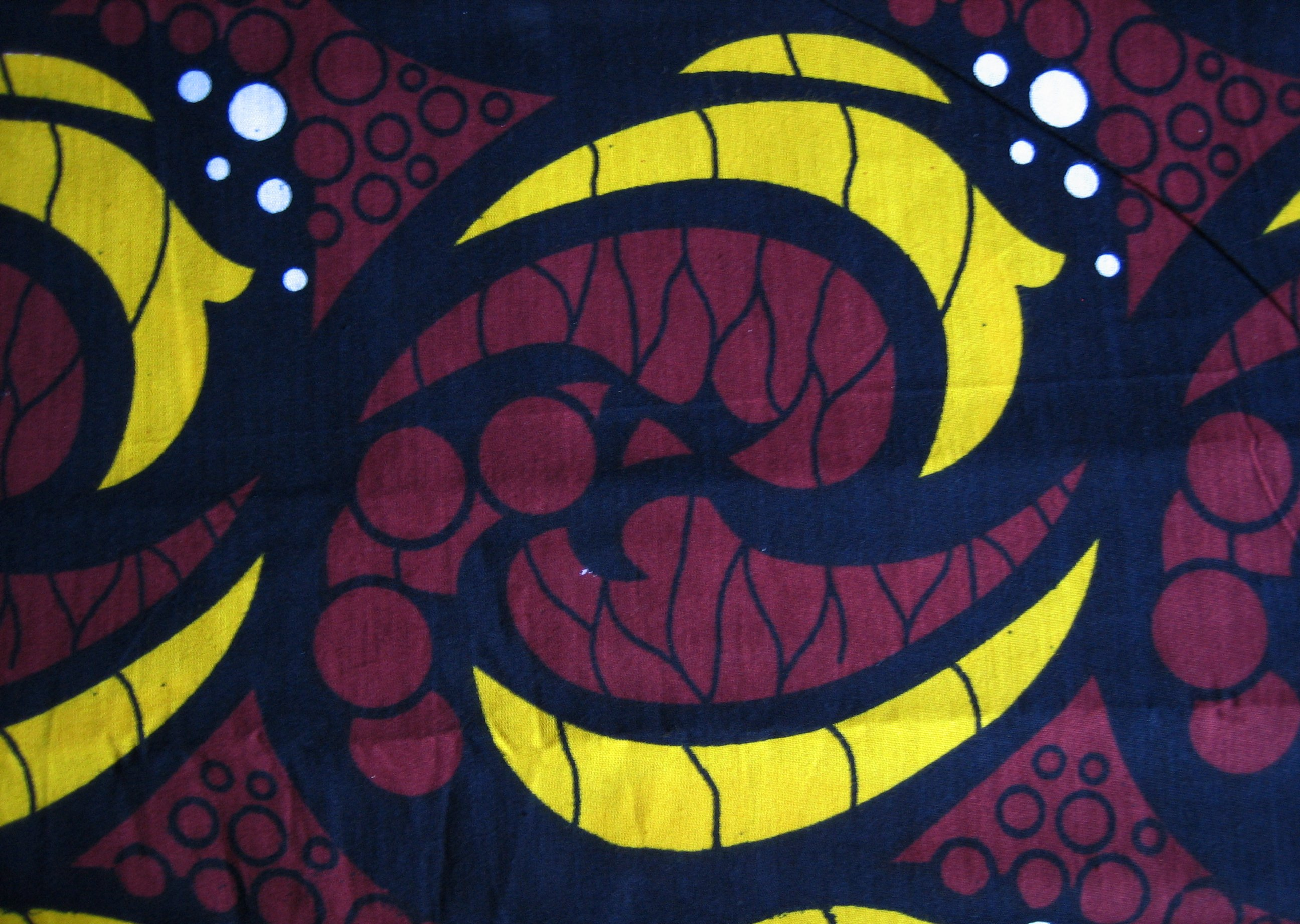
Exemple de motifs décorant un kitenge.

Un kitenge (au pluriel vitenge, en swahili) ou chitenge (au pluriel zitenge, en chitonga) est un vêtement africain similaire au sarong asiatique. Les femmes le portent souvent autour de la taille ou de la poitrine, ou bien se le nouent sur la tête comme un bandana ou encore s'en servent comme écharpe porte-bébé. Comme le kanga, le kitenge est souvent confectionné dans des tissus aux couleurs vives, et la décoration inclut parfois une phrase écrite en lettres majuscules.[réf. nécessaire] Le kitenge est utilisé en République démocratique du Congo au Kenya, en Ouganda, au Rwanda en Tanzanie, au Soudan, en Namibie, en Zambie, au Malawi et dans d'autres pays encore.